# Дантист (фільм)
Дантист (англ. The Dentist) — американський фільм жахів 1996 року.

## Сюжет
Зубний лікар Алан Фейнстоун підозрює дружину в зраді. На ґрунті ревнощів він божеволіє. Першою жертвою дантиста-шизофреніка стає собака в сусідньому будинку. Другою — дружина, над якою він провів неймовірно садистський експеримент. Від хворої уяви доктора почали страждати не тільки близькі йому люди, але і пацієнти.

## У ролях
- Корбін Бернсен — доктор Алан Фейнстоун
- Лінда Хоффман — Брук Фейнстоун
- Майкл Стедвек — Метт
- Кен Форі — детектив Гіббс
- Тоні Ноукс — детектив Саншайн
- Моллі Хейген — Джессіка
- Петті Той — Карен
- Жан Хоаг — Кенді
- Вірджинія Кін — Сара
- Ерл Боен — Марвін Голдблюм
- Кріста Солс — Ейпріл Рейджин
- Марк Руффало — Стів Ландерс
- Лізе Сімс — Паула Робертс
- Джоенн Барон — місіс Сондерс
- Брайан МакЛафлін — Джоді
- Аікса Мальдонадо — Марія
- Крістофер Кріса — містер Шеффер
- Сел Віскузо — Метью Зіглер
- Бетсі Монро — молода жінка
- Брайан Юзна — помічник
- Майкл Герін — студент 1
- Шенна Іго — студент 2
- Майкл Роджерс — нервовий пацієнт
- Діана Теш — оперна співачка